# Église des Saints-Apôtres d'Ani
Pour les articles homonymes, voir Église des Saints-Apôtres.
Cette église des Saints-Apôtres était une église dont les vestiges sont aujourd'hui situés dans les ruines de l'ancienne capitale arménienne d'Ani, en Turquie.

## Nom de l'église
L'église est dédiée aux Apôtres ; en arménien : Սուրբ Առաքելոց եկեղեցի (Surp Aṛak’elots’ egeghets’i).

## Caractéristiques
L'église occupe un emplacement dans le nord du site d'Ani, capitale de l'ancien royaume d'Arménie vers l'an 1000. Le site est situé dans l'extrême est de la Turquie, sur la province de Kars, au contact de la frontière avec l'Arménie ; l'église n'est située qu'à 500 m au nord. Sur le site, l'église Saint-Grégoire d'Abougraments est située à 200 m au sud-ouest et l'église Saint-Grégoire de Gagkashen à 220 m au nord-ouest.
L'église proprement dite est presque complètement ruinée : la seule partie encore debout en est le jamatoun qui y était accolé. Ce jamatoun est de forme quadrangulaire, avec, sur quatre colonnes, une coupole. Un lanternon surmonte l'ouverture centrale de cette coupole et forme une sorte de pyramide tronquée. Les murs, où sont gravés des décisions politiques, économiques, etc. de la ville d'Ani, sont ornementés. Y sont mentionnées des décisions concernant impôts pour les magnaniers et tapissiers en 1276, ou encore l'interdiction du commerce dans les rues pendant les séismes, datant à peu près du XIIIe siècle.
L'église des Saints-Apôtres est de plan extérieur carré. Le plan intérieur est un quadrilobe : un carré central entouré de quatre absides semi-circulaires.

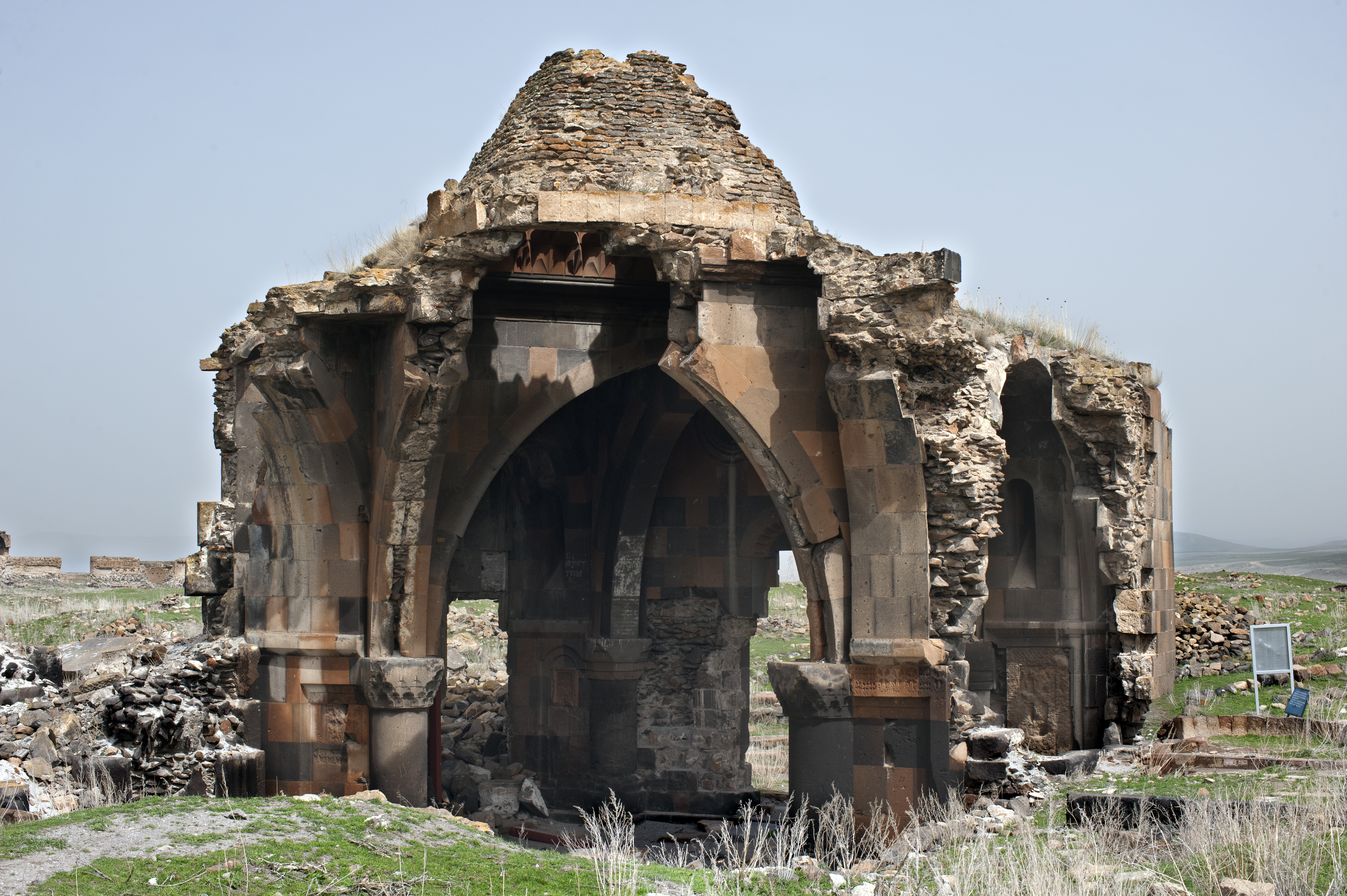
Vue rapprochée de l'église.
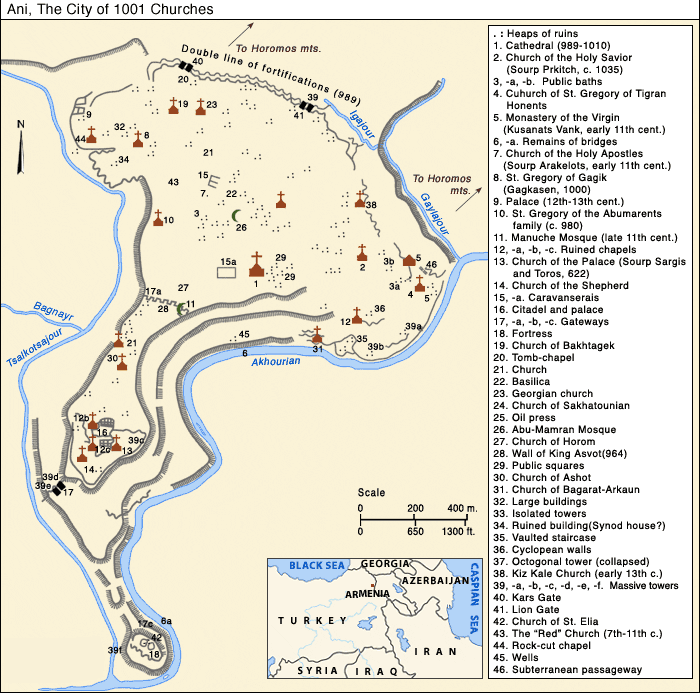
Carte d'Ani. L'église des Saints-Apôtres est située en 7.

## Historique
L'église est probablement édifiée au XIe siècle.